# Paramesus japonicus
Paramesus japonicus är en insektsart som beskrevs av Matsumura 1914. Paramesus japonicus ingår i släktet Paramesus och familjen dvärgstritar. Inga underarter finns listade i Catalogue of Life.